# Troglocaris anophthalmus
Troglocaris anophthalmus é uma espécie de crustáceo da família Atyidae.
Pode ser encontrada nos seguintes países: Bósnia e Herzegovina, Croácia, Itália e Eslovénia.